# Джеймс, Джон
Джон Джеймс Андерсон (англ. John James Anderson; род. 18 апреля 1956, Миннеаполис, Миннесота) — американский актёр, наибольшую известность получивший благодаря роли Джеффа Колби в сериалах «Династия» и «Семья Колби».

## Биография и карьера
Джон Джеймс родился в Миннеаполисе, штат Миннесота в семье диск-жокея Герба Оскара Андерсона; вырос в Нью-Канаане, Конн. Учился в Американской Академии драматических искусств в Нью-Йорке. Прославился благодаря ролям в различных мыльных операх — в 1977 году снялся в роли Тома Бергмана сериале «В поисках завтрашнего дня» канала CBS. В 1979 году Джеймс переехал в Лос-Анджелес. Настоящая слава пришла к актёру в 1981 году, когда на экраны США, а затем и всего мира вышел телевизионный хит «Династия», где он играл положительного персонажа Джеффа Колби. В 1985 году актёр получил главную роль в спин-оффе под названием «Семья Колби», продержавшемся в эфире два сезона.
После окончания обоих шоу, Джеймс появился в гостевых ролях в ряде телевизионных сериалов, снялся в независимых кино-проектах и играл в театре. Исполнил роль Рика Декера в сериале «Как вращается мир» с 2003 по 2004 года. В мае 2006 года получил роль доктора Джеффа Мартина (первого мужа Эрики Кейн в исполнении Сьюзан Луччи) в сериале «Все мои дети» канала ABC. 15 июля 2008 года состоялось возвращение актёра в сериал «Как вертится мир».

## Личная жизнь
В 1989 году женился на австралийской модели Дэниз Ковард (англ. Denise Coward), занявшей третье место на конкурсе «Мисс мира 1978» и которая родила ему двоих детей — Лору Джеймс (англ. Laura James) и Филипа Джеймса (англ. Philip James). Лора выиграла конкурс на телешоу «Топ-модель по-американски» в 19-м сезоне.

## Фильмография

### Кино
| Кино | Кино                   | Кино           | Кино         | Кино                                            |
| Год  | Название               | В оригинале    | Роль         | Примечания                                      |
| ---- | ---------------------- | -------------- | ------------ | ----------------------------------------------- |
| 2007 | Инопланетянки-нелегалы | Illegal Aliens | Большой Тони |                                                 |
| 2001 | Смертельная опасность  | Peril          | Скотт        | также фильм известен под названием «The Cursed» |
| 2000 | Ледоруб                | Icebreaker     | Уилл Лэнгли  |                                                 |

### Телевидение
| Телевидение | Телевидение                                | Телевидение                                    | Телевидение        | Телевидение                                   |
| Год         | Название                                   | В оригинале                                    | Роль               | Примечания                                    |
| ----------- | ------------------------------------------ | ---------------------------------------------- | ------------------ | --------------------------------------------- |
| 2006-2007   | Все мои дети                               | All My Children                                | Джефф Мартин       | 32 эпизода                                    |
| 2003-2008   | Как вращается мир                          | As The World Turns                             | Рик Декер          | 14 эпизодов                                   |
| 2001        | Молния: Огонь с небес                      | Lightning: Fire From The Sky                   | Портер Рэндалл     | телевизионный фильм                           |
| 2000        | Полицейские на велосипедах                 | Pacific Blue                                   | н/д                | эпизод «S.N.A.F.U.»                           |
| 1998        | Лодка любви: Новая волна                   | Love Boat: The Next Wave                       | Рей Кеннеди        | эпизод «Bermuda Triangle Episode»             |
| 1998        | Прикосновение ангела                       | Touched By An Angel                            | Сэм Карвер         | эпизод «What Are Friends For?»                |
| 1991        | Поддержка спутника жизни                   | Partner's Love                                 | Кэри Мэйс          | телевизионный фильм                           |
| 1991        | Династия: Примирение                       | Dynasty: The Reunion                           | Джефф Колби        | мини-сериал, 4 эпизода                        |
| 1991        | Перри Мейсон: Дело о беспощадном репортёре | Perry Mason: The Case Of The Ruthless Reporter | Бретт Хастон       | телевизионный фильм                           |
| 1987        | Призраки прошлого                          | Haunted By Her Past                            | Эрик Бекетт        | телевизионный фильм                           |
| 1985-1987   | Семья Колби                                | Dynasty II: The Colbys                         | Джефф Колби        | 49 эпизодов                                   |
| 1984        | Чужой сын                                  | He's Not Your Son                              | Тед Барнс          | телевизионный фильм                           |
| 1984        | В поисках потерянной любви                 | Finder Of Lost Loves                           | Отец Майкл Бреттон | эпизод «Yesterday’s Child»                    |
| 1982        | Лодка любви                                | The Love Boat                                  | разные роли        | 4 эпизода                                     |
| 1982        | Остров фантазий                            | Fantasy Island                                 | Корки Дэниэлс      | эпизод «The Big Bet/Nancy & The Thunderbirds» |
| 1981-1989   | Династия                                   | Dynasty                                        | Джефф Колби        | 168 эпизодов                                  |
| 1976-1979   | В поисках завтрашнего дня                  | Search For Tomorrow                            | Том Бергман        | н/д                                           |